# Königsweg (Berlin-Tegel)
Der Königsweg (ⓘ) ist eine Straße im Berliner Ortsteil Tegel zwischen Bernstorffstraße und Buddestraße. Auf der 1908 gewidmeten Straße soll König Friedrich II. von Preußen zum Ehrenpfortenberg (bei Schulzendorf) gegangen sein. Nach dem Berliner Adressbuch war er noch 1925 unbebaut.

## Lage
Der Weg beginnt an der Bernstorffstraße und führt bis zur Buddestraße. Über den Waidmannsluster Damm hinaus führt ein (unbenannter) Fußweg bis zum Tegeler Fließ in der Trasse des historischen Königswegs. Durch den Bau der A 111 in den 1980er Jahren verlor sich der weitere Verlauf im Tegeler Forst am Forstamt vorbei. Im Berliner Straßenverzeichnis ist der Königsweg unter der Nummer 2515 aufgeführt. Mit der OKSTRA-Klasse „G“ als Gemeindestraße aufgenommen untersteht seine Unterhaltung dem Bezirksamt. Er ist in der Ausstattung als Straße (RBS-Klasse: STRA) eingetragen bleibt im Straßenentwicklungsplan allerdings unkategorisiert. Die Straße ist im Verzeichnis mit einer Länge von 195 Metern aufgenommen. Die Grundstücke in Orientierungsnummerierung sind nach Südosten 6, 8, 12–32 (alle gerade) und gegenüber 3–7 und 23–31 (alle ungerade), wobei die Nummer 5–5f mit Nr. 7 einen Block bilden, der quer zum Straßenlauf steht. Die Straße gehört zum Postleitzahlen-Bereich 13507. Die Fahrzeugführung endet an einem Wendehammer der mittels einer Gehwegüberfahrt mit der Buddestraße verbunden ist. Der Straßenbelag besteht von der Bernstorffstraße bis zur Hausnummer 5-5f-7 aus Kopfsteinpflaster.

## Geschichte
In den 1930er Jahren grenzte die Rückseite des Straßenbahnhofs Tegel an die Mitte der bestehenden Trasse. Nördlich davon an der Straßenwestseite die Wasseraufbereitung. Die Straße selbst endete vor der Rampe der Buddestraße über die Industriebahntrasse. Eine Bebauung wurde erst seit den 1960er Jahren begonnen. Auf der Karte von 1976 ist nach Westen zur Schloßstraße am Nordteil noch unbebaute Fläche. Auf der 1988er Karte sind an der Ostseite Gebäude der Bernstorff- und Buddestraße ausgewiesen. Westlich zur Schloßstraße liegen von Süd nach Nord Gebäude der Berliner Straße 106 und der Bernstorffstraße, eine Parkplatzfläche, die Gebäudegruppe Schloßstraße 5 und 6, die Kolonie am Königsweg mit einer Fläche von 0,5 Hektar. Nördlich des bestehenden Parkplatzes liegt die Phosphateliminierungsanlage in Tegel.
Hinweis: Ein Weg, der nördlich vom Waidmannsluster Damm entlang der Bahnlinie führt, trägt nicht amtlich die Bezeichnung Königsweg und entspricht der alten Tegeler Führung nach Schulzendorf. Er gab der zwischen Bahn und Tegeler Fließ gelegenen Kleingartenanlage (Eisenbahnlandwirtschaft, vormals Kleingartenkolonie Neu-Tegel) den Namen.